# Códice Vigilano

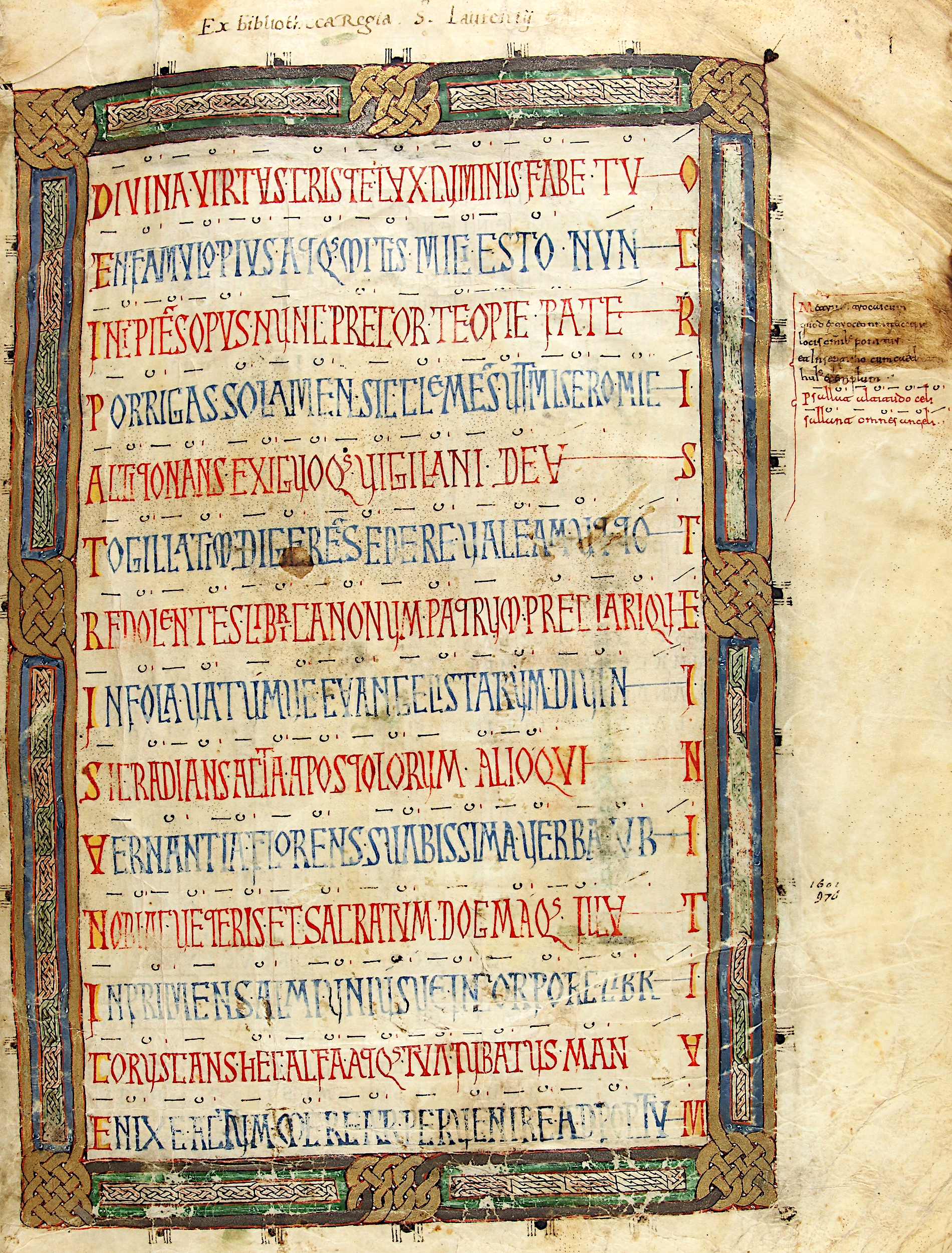
Codex Vigilanus, Real Biblioteca del Monasterio de El Escorial, d-I-2, fol. 1r

El Códice Vigilano o Códice Albeldense (en latín: Codex Vigilanus o Codex Albeldensis) es un manuscrito iluminado elaborado en las tierras riojanas del reino de Pamplona durante la segunda mitad del siglo X (976-992) que recopila diversos documentos históricos que abarcan un periodo que se extiende desde la Antigüedad hasta el siglo X en la península ibérica. Es contemporáneo al Códice emilianense de los Concilios (994) y es el primer documento de Occidente donde se registra por primera vez el uso de la numeración arábiga. 
Entre los numerosos textos reunidos por los compiladores se encuentran los cánones de los Concilios visigodos de Toledo, el Liber Iudiciorum, los decretos de algunos de los primeros papas y otros escritos patrísticos, narraciones históricas (como la Crónica Albeldense, la Crónica Profética o Vida de Mahoma), varias otras leyes civiles y canónicas, y un calendario. 
El manuscrito original se conserva en la Real Biblioteca del Monasterio de El Escorial (con la signatura RBME d-I-2).

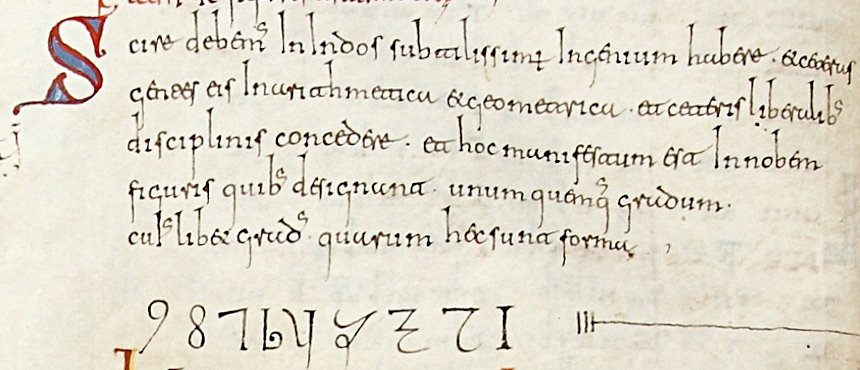
Los primeros números arábigos escritos de Occidente. (fol. 12v, RBME d-I-2)

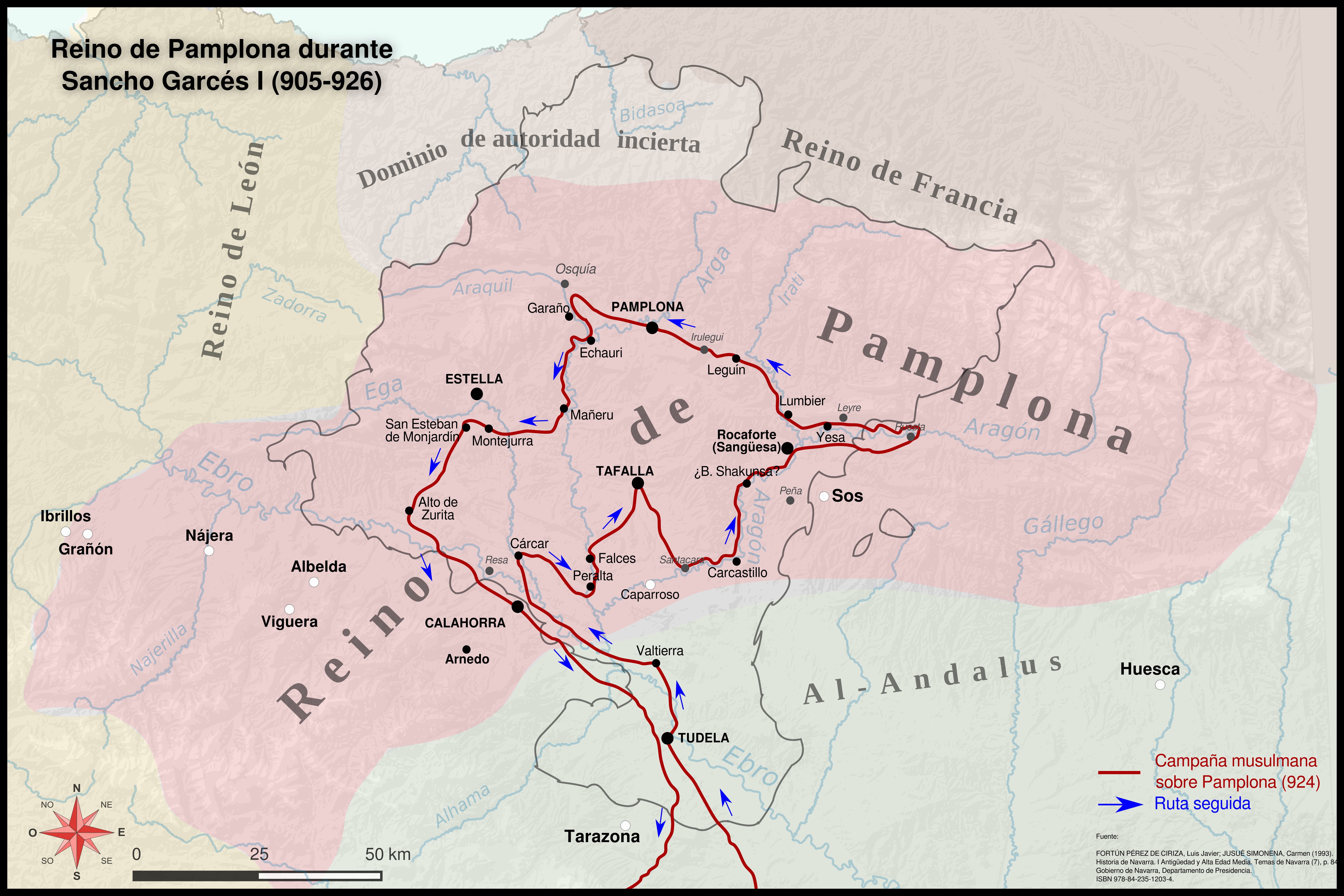
Reino de Pamplona a la muerte de Sancho Garcés I.

## Contexto histórico

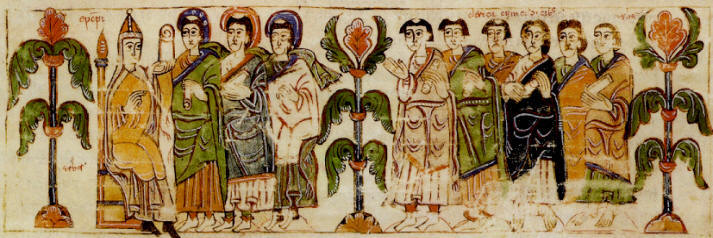
La gente de Toledo, según el Códice vigilano, la versión más avanzada e ilustrada de la Crónica albeldense.

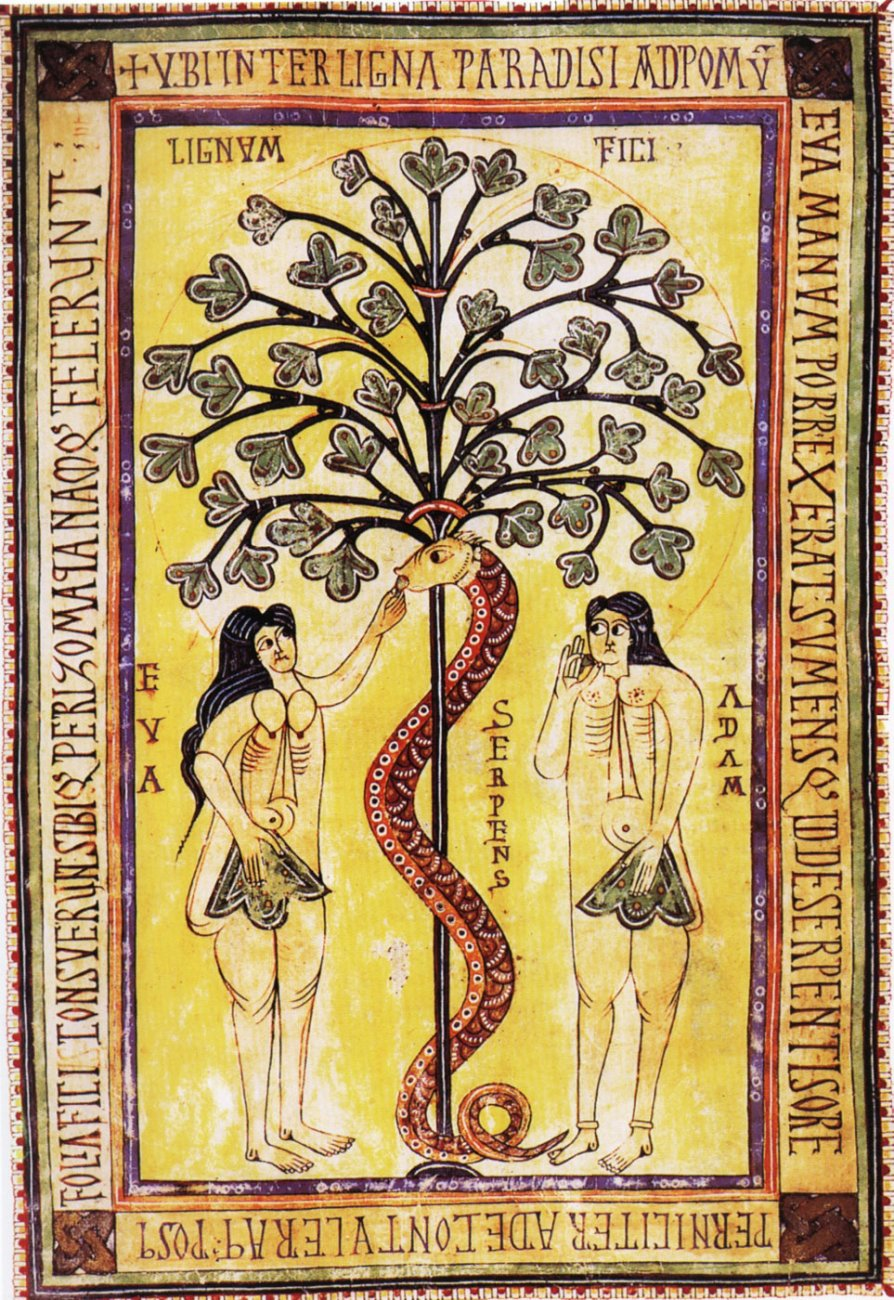
Adán y Eva y el Árbol del Bien y el Mal, miniatura del Codex Vigilanus (970-992), RBME d-I-2, f. 17r, Real Biblioteca del monasterio de El Escorial.

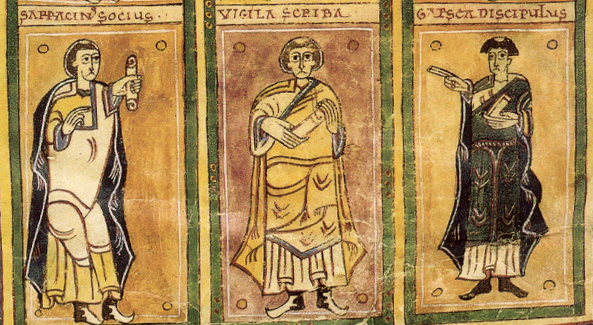
Los escribas: Sarracino, Vigila y García dibujados por Vigila.

Fue elaborado por tres monjes del monasterio riojano de San Martín de Albelda: Vigila, escriba que da nombre al manuscrito y miniaturista; Sarracino, su amigo; y García, su discípulo. Destaca como el mismo Vigila «se retrató bajo estas líneas al comienzo de su obra, en calidad de miniaturista, tema y aspecto totalmente novedoso en la iconografía hispana del siglo X.»
La primera compilación se terminó en 881, pero se actualizó hasta 976.

En el momento de su recopilación, el Monasterio de San Martín de Albelda (Albelda de Iregua) era el centro cultural e intelectual del Reino de Pamplona. Los manuscritos se iluminan con ilustraciones tanto de los antiguos reyes godos que habían reformado la ley —Chindasuinto, Reccesuinto y Ergica— como también de sus consagrados contemporáneos y reinantes en Pamplona y en Nájera: Sancho II de Pamplona junto con la reina, Urraca, y su hermanastro Ramiro Garcés de Viguera, "rey de Viguera".

## Estructura y contenido
El códice está compuesto por una serie muy completa de los concilios hispanos tanto generales como particulares, además de una selección de cánones y decretales de pontífices romanos hasta San Gregorio Magno, así como el Liber iudiciorum, o Lex Visigothorum, también conocido como Fuero Juzgo. Incluye también un tratado de cronología y aritmética así como otros textos litúrgicos e históricos, tales como la Crónica Albeldense (Chronicon Albendense o Epitome Ovetense) o la Crónica Profética o Vida de Mahoma.
Destaca singularmente por recoger una de las primeras menciones y representaciones de números arábigos en Occidente. Fueron introducidos por los árabes en España a principios del siglo VIII.
Se pueden distinguir las siguientes partes:
1. Textos variados y poemas (folios 1r-19v). Con varias composiciones líricas y donde se incluyen retratos de copistas.
2. Liber Canonum (folios 20r-238r)[11]
3. Chronicon albeldense (folios 238v-242v). El recopilado en este códice es copia de otra crónica anterior que se descubrió más tarde y redactada en la corte asturiana.
4. Epistolae Decretales (97 folios). Documentos y cartas pontificias.
5. Miscelánea de documentos:
  1. De viris illustribus (3 folios). Recopila tratados de San Jerónimo, San Genadio de Astorga, San Isidoro de Sevilla y San Ildefonso de Toledo.
  2. Exhortatio ad principem
  3. Sentencias extractadas de la regla de San Benito de Nursia.
6. Liber Iudicum sat abtius (Iudicorum) (folios 358v-422v). Es la lex visigothorum, legislación civil, lex gothica y Fuero Juzgo.
7. Textos antisemitas (2,5 folios).

## Descripción codicológica
Presenta una extensión compuesta por 429 folios de gran tamaño (455 x 325 mm), en letra visigótica redonda, escritos a dos columnas, con abundantes miniaturas y adornos de imaginería.
Resalta que «la iluminación del códice es muy rica».Las miniaturas son estilísticamente únicas y combinan elementos visigodos, mozárabes y carolingios. Los patrones entrelazados y las cortinas muestran influencia carolingia, así como italo-bizantina.
El uso de animales como decoración y para sostener columnas también es paralelo al uso franco contemporáneo. Una influencia más carolingia y menos bizantina es evidente en el Codex Aemilianensis, una copia del Vigilanus realizada en San Millán de la Cogolla en 992 por un ilustrador diferente.
Abundan «las miniaturas que presentan personajes, aislados o en grupos concebidos según el modo de figuración "mozárabe"» mostrando inscripciones que les identifican.